# Mouzaive
Mouzaive est une section et un village de la commune belge de Vresse-sur-Semois située en Région wallonne dans la province de Namur.
Mouzaive était une commune à part entière jusqu'à sa fusion en 1964 avec Chairière et Alle pour former la nouvelle entité d'Alle. À la fusion des communes de 1977, elle rejoignit donc la nouvelle commune de Vresse-sur-Semois.

## Évolution démographique
- Source: DGS, 1831 à 1970=recensements population, 1976= habitants au 31 décembre